# 宝墩文化

宝墩文化の範囲

宝墩文化（ほうとんぶんか、簡体字: 宝墩文化、繁体字: 寶墩文化、拼音: Bǎodūn wénhuà、Baodun Culture）は、紀元前2500年から紀元前1750年頃に中国長江上流の四川省成都平原で栄えた新石器時代の文化。四川省で発見された最古級の文化であり、同じく四川省で発見された新石器時代の営盤山文化（紀元前3100年頃?）に影響を受けたとみられ、また青銅器時代の三星堆遺跡に影響を及ぼしたと考えられる。三星堆遺跡の第一期はおそらく宝墩文化と同時期とみられる。
20世紀前半に発見されていた黄河流域の新石器時代遺跡や長江中下流域の新石器時代遺跡と比べると、この文化の発見は1990年代と新しく、この発見により四川盆地にも新石器文化があったことがようやく明らかになっている。
この文化の標式遺跡であり面積60万平方メートルと最大の遺跡でもある宝墩遺跡（龍馬古城）は成都市新津県宝墩鎮宝墩村で発見された。その他の遺跡には都江堰市の芒城遺跡、崇州市の双河遺跡と紫竹遺跡、郫都区の古城遺跡、温江区の魚鳧遺跡といった大規模な囲壁集落遺跡があり、岷江扇状地・成都平原（成都市域）に集中する。
集落の周囲には、小石で覆った城壁がめぐらされており、この文化の特色のひとつとなっている。また縄紋のある花辺陶、尊、罐などの陶器も発見されており、三星堆遺跡から出る陶器との共通点がみられる。